# Борщовицька сільська рада
Борщовицька сільська рада — орган місцевого самоврядування у Пустомитівському районі Львівської області з адміністративним центром у с. Борщовичі.

## Загальні відомості
Історична дата утворення: в 1946 році. Водоймища на території, підпорядкованій даній раді: річка Полтва.

## Населені пункти
- c. Борщовичі

## Склад ради
- Сільський голова
- Секретар сільської ради:
- Загальний склад ради: 14 депутатів

### Керівний склад ради
| Основні відомості | Дата обрання | Дата звільнення |
| ----------------- | ------------ | --------------- |
|                   |              |                 |
|                   |              |                 |

Примітка: таблиця складена за даними джерела

### Депутати
Результати місцевих виборів 2010 року за даними ЦВК
| № зп | № округу | Прізвище, ім'я, по батькові   | Дата визнання обраним | Відомості про обраного депутата                                                      |
| ---- | -------- | ----------------------------- | --------------------- | ------------------------------------------------------------------------------------ |
| 1    | 1        | Грабович Олексій Михайлович   | 05.11.2010            | Освіта вища, позапартійний, приватний підприємець                                    |
| 2    | 2        | Ждан Роман Юрійович           | 05.11.2010            | Освіта вища, позапартійний, м. Львів, лікар-інтерн                                   |
| 3    | 3        | Залузець Максим Володимирович | 05.11.2010            | Освіта вища, позапартійний, Львівська філія ТОВ «Меджик», замісник директора         |
| 4    | 4        | Лендел Андрій Михайлович      | 05.11.201             | Освіта середня спеціальна, позапартійний, тимчасово не працює                        |
| 5    | 5        | Ільницький Іван Мирославович  | 05.11.2010            | Освіта середня спеціальна, позапартійний, с. Борщовичі, технік штучного запліднення  |
| 6    | 6        | Лис Руслана Григорівна        | 05.11.2010            | Освіта вища, позапартійна, Борщовицька лікарська амбулаторія, фельдшер               |
| 7    | 7        | Мірка Сергій Богданович       | 05.11.2010            | Освіта середня спеціальна, позапартійний, приватний підприємець                      |
| 8    | 8        | Тризуб Надія Ярославівна      | 05.11.2010            | Освіта середня спеціальна, позапартійна, тимчасово не працює                         |
| 9    | 9        | Васьків Роман Ігорович        | 05.11.2010            | Освіта вища, позапартійний, ТзОВ «Корпорація КРТ», інженер — економіст               |
| 10   | 10       | Башак Ігор Станіславович      | 05.11.2010            | Освіта середня спеціальна, позапартійний, «Львівводоканал», водій                    |
| 11   | 11       | Пилипів Надія Олегівна        | 05.11.2010            | Освіта вища, позапартійна, Борщовицька сільська рада, секретар                       |
| 12   | 12       | Нищий Петро Ярославович       | 05.11.2010            | Освіта вища, член Української Народної Партії, ДП «Львівський лісгосп», майстер лісу |
| 13   | 13       | Коновський Михайло Степанович | 05.11.2010            | Освіта середня, член Всеукраїнського об'єднання «Батьківщина», тимчасово не працює   |
| 14   | 14       | Стадник Андрій Іванович       | 05.11.2010            | Освіта середня, позапартійний, пенсіонер                                             |
| 15   | 15       | Демчук Оксана Борисівна       | 05.11.2010            | Освіта вища, позапартійна, Борщовицька лікарська амбулаторія, дільничний педіатр     |
| 16   | 16       | Попівняк Тадей Романович      | 05.11.2010            | Освіта вища, позапартійний, Верхньо-Білківська газова дільниця, слюсар               |